# Fondos Marinos Estuario del Río Guadiaro
Fondos Marinos Estuario del Río Guadiaro este o arie protejată (arie specială de conservare — SAC, sit de importanță comunitară — SCI) din Spania întinsă pe o suprafață de 107,43 ha, integral pe uscat.

## Localizare
Centrul sitului Fondos Marinos Estuario del Río Guadiaro este situat la coordonatele 36°16′41″N 5°16′15″W / 36.278°N 5.2709°V.

## Înființare
Situl Fondos Marinos Estuario del Río Guadiaro a fost declarat sit de importanță comunitară în mai 2007 pentru a proteja 10 specii de animale. Situl a fost protejat și ca arie specială de conservare în august 2015.

## Biodiversitate
Situată în ecoregiunile marină mediteraneană și mediteraneană, aria protejată conține 1 habitat natural: Estuare.
La baza desemnării sitului se află mai multe specii protejate:
- păsări (7): prundăraș de sărătură (Charadrius alexandrinus),  prundaș gulerat mic (Charadrius dubius), Larus audouinii, pescăruș-cu-cap-negru (Larus melanocephalus), Phalacrocorax aristotelis aristotelis, chiră de baltă (Sterna hirundo), chiră mică (Sternula albifrons)
- mamifere (1): delfin mare (Tursiops truncatus)
- pești (1): Petromyzon marinus
- reptile (1): Caretta caretta

Pe lângă speciile protejate, pe teritoriul sitului au mai fost identificate 2 specii de mamifere, 2 specii de nevertebrate, 8 specii de pești.